# Азаровский
Азаровский — посёлок в Железногорском районе Курской области России. Входит в состав Волковского сельсовета. 

## География
Расположен в 17 км к северо-востоку от Железногорска. С севера к Азаровскому примыкают железнодорожная станция Курбакинская и посёлок Магнитный. Высота над уровнем моря — 266 м.

## Этимология
Получил название от фамилии первых жителей — Азаровых, переселившихся сюда из соседнего села Плоское (ныне в Дмитровском районе Орловской области).

## История
В 1926 году в Азаровском было 10 дворов, проживало 54 человека (20 мужчин, 34 женщины). В то время посёлок входил в состав Волковского сельсовета Волковской волости Дмитровского уезда Орловской губернии. В 1928 году вошёл в состав Михайловского (ныне Железногорского) района. В 1937 году в Азаровском было 13 дворов. Во время Великой Отечественной войны, с октября 1941 года по февраль 1943 года, находился в зоне немецкой оккупации. До 1973 года входил в состав Гремяченского сельсовета, затем передан в состав Волковского сельсовета.

## Население
| 1926 | 1979 | 2002 | 2010 |
| ---- | ---- | ---- | ---- |
| 54   | ↗65  | ↘18  | ↗20  |

## Транспорт
Мимо посёлка проходит автомобильная дорога А142 «Тросна — Калиновка». Также в непосредственной близости от Азаровского расположена железнодорожная станция Курбакинская на линии Орёл — Арбузово.